# Schasmina Toschkowa Madschid
Schasmina Toschkowa Madschid (bulgarisch Жасмина Тошкова Маджид, wiss. Transliteration Jasmina Toshkova Majid; * 3. September 1985 in Burgas, Oblast Burgas) ist eine bulgarische Fernsehmoderatorin, Filmschauspielerin und Model.

## Leben
Toschkowa wurde am 3. September 1985 in Burgas geboren. Sie machte dort 2004 ihren Abschluss am englischen Gymnasium „Geo Milev“. Von 2005 bis 2009 studierte sie an der Universität für National- und Weltwirtschaft das Fachgebiet Finanzen und schloss das Studium mit einem Bachelor ab. Es folgte bis 2011 ein Masterstudium in Financial Control and Auditing an derselben Einrichtung. Von 2012 bis 2015 promovierte sie in der Abteilung für Rechnungswesen und Analyse an der Universität für National- und Weltwirtschaft und erlangte einen Doktortitel in Wirtschaftswissenschaften. Sie ist mit dem Millionär Arif Majid verheiratet, der Inhaber mehrerer Kentucky-Fried-Chicken-Restaurants und Vorsitzender des bulgarischen Gewichthebervereins ist. Sie hat drei Kinder.
Bereits im Teenageralter begann sie ab 1999 mit ersten Tätigkeiten als Model. Einem breiteren Publikum wurde sie erstmals zwischen 2004 und 2005 durch die Fernsehsendung Risk petscheli, risk gubi (Risiko gewinnt, Risiko verliert) von Kazi Wapzarow auf BTV als Moderatorin bekannt. Von 2005 bis 2009 moderierte sie zusammen mit Rumen Waltschew Lukanow Sdelka ili ne (Deal or not) auf NTV. Ab 2010 moderierten die beiden das Format Koleloto na kasmeta (The Wheel of Fortune). Im September 2010 folgte die Rückkehr als Moderatorin von Sdelka ili ne.
Im US-amerikanisch-bulgarischen Tierhorrorfernsehfilm Lake Placid 2 mimte sie die Rolle der Edi, die gemeinsam mit ihren Freunden von Krokodilen gefressen wurde, als sie im See schwamm. Im selben Jahr hatte sie eine Nebenrolle in Haunted Hill – Die Rückkehr in das Haus des Schreckens. 2008 stellte sie einen Geist im Fernsehfilm Ghost Voyage dar. Nach ihrer Hochzeit ging ihre Fernsehpräsenz merklich zurück und sie konzentrierte sich auf Tätigkeiten als Influencerin.

## Filmografie (Auswahl)
- 2007: Lake Placid 2 (Fernsehfilm)
- 2007: Haunted Hill – Die Rückkehr in das Haus des Schreckens (Return to House on Haunted Hill)
- 2008: Ghost Voyage (Fernsehfilm)